# Shut Down Vol. 2
Shut Down Vol. 2 ist das fünfte, am 2. März 1964 erschienene Album der Beach Boys und zugleich das fünfte Album innerhalb von 18 Monaten. Diese erste nach dem Aufkommen der Beatlemania publizierte LP enthält sieben Brian-Wilson-Kompositionen und je einen Beitrag von Carl Wilson (Shut Down, Part II) und Dennis Wilson (Denny’s Drums) sowie zwei Coverversionen und ein hörspielartiges Zwischenspiel. 

## Entstehungsgeschichte
Die Aufnahmen datieren von Januar bis Februar 1964.
Auf diesem Album feierte Alan Jardine sein Comeback bei den Beach Boys, sein „Ersatz“ David Lee Marks trat aus der Band aus und gründete die Gruppe David & the Marksmen.
Der Namenszusatz „Vol. 2“ wurde erforderlich, da die Plattenfirma Capitol 1963 einen Sampler mit dem Titel Shut Down herausgebracht und dabei den gleichnamigen Beach-Boys-Song ohne deren Einverständnis mit verwendet hatte. Die Gruppe selbst hat ein Album Shut Down Vol. 1 nie herausgegeben.
Das Album erschien in einer Mono- und einer Stereo-Version, produziert wurde es von Brian Wilson. Es erreichte Platz 13 der US-Billboard-Charts und verbrachte dort 38 Wochen.

## Die Titel
1. Fun, Fun, Fun (B. Wilson/M. Love) – 2:03
2. Don’t Worry Baby (B. Wilson/R. Christian) – 2:47
3. In the Parkin’ Lot (B. Wilson/R. Christian) – 2:01
4. “Cassius” Love vs. “Sonny” Wilson – 3:30
5. The Warmth of the Sun (B. Wilson/M. Love) – 2:51
6. This Car of Mine (B. Wilson/M. Love) – 1:35
7. Why Do Fools Fall in Love (F. Lymon/M. Levy) – 2:07
8. Pom Pom Play Girl (B. Wilson/G. Usher) – 1:30
9. Keep an Eye on Summer (B. Wilson/B. Norman) – 2:21
10. Shut Down, Part II (C. Wilson) – 2:07
11. Louie Louie (R. Berry) – 2:17
12. Denny’s Drums (D. Wilson) – 1:56

## Zusätzliche Informationen zu den Liedern
Fun, Fun, Fun ist eine Antwort auf die grassierende Beatlemania. Die Beach Boys fühlten sich von der British Invasion bedroht und versuchten dem etwas entgegenzusetzen. Mike Love schrieb den Text zum Lied, der von einer jungen Frau handelt, die mit dem T-Bird ihres Vaters Spritztouren macht, bis der Vater das Fahrzeug wieder in Gewahrsam nimmt. Das Lied hat einen realen Hintergrund und bezieht sich auf eine Liebschaft von Dennis Wilson. Das Gitarrenspiel wurde von Chuck Berry beeinflusst und enthält die typischen Surf-Rock-Elemente der Band. Die Lead-Gitarre wurde von Glen Campbell gespielt. Die Single mit dem Lied erreichte Platz 5 der Billboard-Charts.
Don’t Worry Baby war von Brian Wilson ursprünglich für die Ronettes geschrieben worden. Deren Produzent, Phil Spector, lehnte den Song allerdings ab, da er ihn für zu schwach hielt. Der DJ Roger Christian unterstützte Brian als Texter. Er war nicht unglücklich über Spectors Ablehnung, da Spector den Originaltext vermutlich ohnehin ersetzt hätte. Als B-Seite der I Get Around-Single erreichte das Lied Platz 24 der Single-Charts.
In the Parkin' Lot ist eine weitere Kooperation von Roger Christian und Brian Wilson.
"Cassius" Love vs. "Sonny" Wilson ist kein Song, sondern eine Diskussion im Studio zwischen Brian Wilson und Mike Love. Der Titel spielt auf die Namen der beiden Schwergewichts-Boxer Cassius Clay (der sich später Muhammad Ali nannte) und Sonny Liston an.
The Warmth of the Sun wurde am 23. November 1963 unter dem Eindruck der Ermordung von John F. Kennedy geschrieben. Das Lied wurde im Soundtrack zu Good Morning, Vietnam verwendet. 1995 nahm Brian Wilson das Lied für seine Dokumentation „I Just Wasn’t Made for These Times“ neu auf. Das Lied enthält einen Tonlagenwechsel in der letzten Strophe, den Brian Wilson in späteren Jahren immer wieder anwendete. 
Why Do Fools Fall in Love ist eine Coverversion von Frankie Lymon & the Teenagers, das Lied Louie Louie stammt im Original aus der Feder von Richard Berry und ist ein Klassiker des Garagenrocks.
In Pom Pom Play Girl übernahm Carl Wilson zum ersten Mal den Lead-Gesang. 
Shut Down, Part II ist ein Instrumentalstück. Es enthält einen Saxophon-Part von Mike Love.
Denny’s Drums war das erste Schlagwerkinstrumentalstück, das auf dem Album einer Vokalgruppe erschien.